# كازوماسا كيكوتشي
كازوماسا كيكوتشي (باليابانية: 菊地和正؛ بالكانا: きくち かずまさ) هو لاعب كرة قاعدة ياباني، ولد في 27 يونيو 1982 في تاكاساكي في اليابان.

## وصلات خارجية
- كازوماسا كيكوتشي على موقع الدوري الياباني لكرة القاعدة (الإنجليزية)
- كازوماسا كيكوتشي على موقعبيزبول رفرنس.كوم (الدوري الثانوي) (الإنجليزية)